# 아반티카 반다나푸
아반티카 반다나푸(Avantika Vandanapu, 2005년 1월 1일 ~ )는 미국의 배우, 댄서로, 짧게 아반티카(Avantika)라고도 불린다.

## 출연 작품

### 영화
- 스핀 (2021) - 레아 쿠마르 역
- 부미카 (2021) - 부미카 역
- 시니어 이어 (2022) - 재닛 역
- 퀸카로 살아남는 법: 더 뮤지컬 (2024) - 캐런 역
- 타로: 죽음의 카드 (2024)

### 텔레비전
- 왕실탐정, 미라 (2020) - 카말라 역 (목소리)
- 나의 대통령 일기 (2020) - 모니카 역